# Trachylepis breviparietalis
Trachylepis breviparietalis là một loài thằn lằn trong họ Scincidae. Loài này được Chabanaud mô tả khoa học đầu tiên năm 1917.